# Сержіу Суареш
Сержіу Суареш (порт. Sérgio Soares, нар. 11 січня 1967, Сан-Паулу) — бразильський футболіст, що грав на позиції півзахисника. По завершенні ігрової кар'єри — тренер.

## Ігрова кар'єра
У дорослому футболі дебютував 1985 року виступами за команду клубу «Жувентус Сан-Паулу», в якій провів сім сезонів. 1992 року перейшов у саудівський «Аль-Гіляль», з яким у 1994 та 1995 роках вигравав арабський кубок чемпіонів.
У 1995 році грав за «Гуарані» (Кампінас), після чого перейшов у «Палмейрас», де мав замінити Флавіу Консейсау. З командою з Сан-Паулу Суареш виграв Лігу Пауліста у 1996 році. Також Сержіу ненадовго здавався в оренду в японський клуб «Кіото Санга».
В подальшому виступав за велику кількість бразильських клубів, втім трофеї здобув лише в одному з них — «Санту-Андре», вигравши Кубок Пауліста у 2003 році та Кубок Бразилії у 2004, завершивши того ж року професійну ігрову кар'єру у цьому клубі.

## Кар'єра тренера
Розпочав тренерську кар'єру відразу ж по завершенні кар'єри гравця, 2004 року, очоливши тренерський штаб клубу «Санту-Андре». В подальшому очолював ряд бразильських команд, і виграв у 2014 році з «Сеарою» Лігу Сеаренсе , а наступного року із «Баїєю» Лігу Баїяно. Крім того 2012 року недовго очолював японський клуб «Сересо Осака»
Наразі останнім місцем тренерської роботи був клуб «Лондрина», головним тренером команди якого Сержіу Суареш був протягом частини 2018 року.

## Досягнення

### Як гравця
«Аль-Гіляль»
- Володар арабського кубка чемпіонів: 1994, 1995

Палмейрас
- Ліга Пауліста: 1996

«Санту-Андре»
- Кубок Пауліста: 2003
- Володар Кубка Бразилії: 2004

### Як тренера
Сеара
- Ліга Сеаренсе: 2014

Баїя
- Ліга Баїяно: 2015